# Organ Pipe Cactus nationalmonument

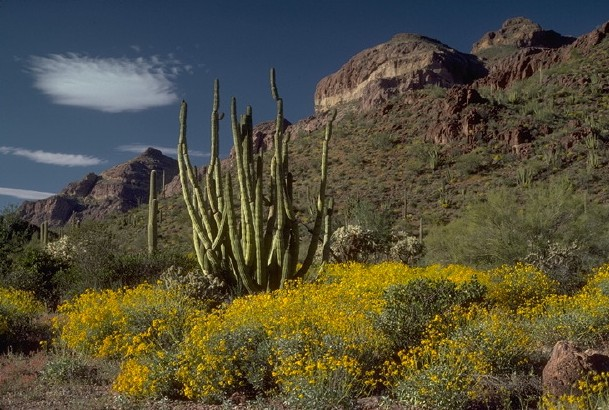
Organ Pipe Cactus nationalmonument

Organ Pipe Cactus nationalmonument ligger i delstaten Arizona i USA. Området har blivit nationalmonument på grund av sin skönhet. Området är ett första generationens biosfärområde som skapades 1976 för att bevara den unika naturen som representerar ett orört område i  i Sonoraöknens ekosystem. Biosfärsbeteckningen har hjälpt till att locka forskare från hela världen till reservatet för att genomföra en mängd viktiga studier för att bättre kunna förstå Sonoranöknen och människans inverkan på detta fantastiska landskap.
Områdets namn kommer av orgelkaktusen, som är kannetecknade för reservatet. Men i delstaten Sonora i Mexiko, som gränsar till Arizona, finns de mest omfattande bestånden av orgelkaktus.